# 크론병
크론병(Crohn's disease)은 유해한 박테리아에 지나치게 반응하는 면역 체계로 유발되는 만성적인 장 질환이다. 자가면역 질환으로 사람의 면역체계는 외부의 침입자로부터 자신을 보호하지만 자기 몸의 세포, 조직, 기관 등을 이물질로 인식하여 자기몸을 공격하여 질병을 유발한다. 염증성 장질환의 하나로 궤양성 장염과 비슷하다. 학자에 따라서는 궤양성 장염과 같은 질환으로 보기도 한다.
만성적인 염증이 좋아졌다 나빠졌다 하면서
증세가 좋아졌다 나빠졌다 할 수 있다. 그렇다고 치료를 포기하면 증세가 더 나빠질 수 있다.
크론병은 소화기 어디에든 만성적인 염증이 생길 수 있는데, 특히 대장에 잘 발병한다.
크론병은 치료를 시작해도 재발하는 경우가 많다.

## 징후 및 증상
설사, 메스꺼움 및 구토, 출혈, 피로, 빈혈, 복통, 발열, 식욕 상실, 체중 감소, 영양 실조, 피부 발진 등의 증상이 있다.

## 관리
면역 억제 약물을 주로 사용한다. 스테로이드 등 면역 억제 약물을 사용한다.
심한 경우 수술을 하여야한다.
희귀한 치료법으로 기생충을 사용하기도 한다. 기생충이 자가 면역을 억제하는 기전에 의해, 기생충에 감염되면 염증성 장질환에 걸린 사람의 일부는 증상이 극적으로 호전되기도 한다. 이때 사용하는 기생충은 사람에게는 거의 해가 없는 돼지 편충을 사용하기도 한다.

## 역학
유럽계 조상을 가진 사람 약 100,000명 중 100~150명은 이 질병을 가지고 있다. 특히 유태인 조상을 가진 사람에게 흔하다. 크론병의 발생률은 반세기 동안 증가해왔고 이로 인해 일부 사람들은 현대적인 생활 방식이 이 질병의 환경적 원인을 제공하였다고 믿고 있다. 한국에서도, 서구 식생활의 보급으로 점차 그 수가 늘어나는 추세이다. 이 병에 잘 걸리는 유전적 요인이 수십 개가 발견되었다.

## 같이 보기
- 사르코이드증